# Carol Lewisová
Carol LeGrant Lewisová, provdaná Zilliová (* 8. srpna 1963 Birmingham, Alabama) je bývalá americká dálkařka, mladší sestra Carla Lewise.
Vystudovala Houstonskou univerzitu, později závodila za Santa Monica Track Club. Jedenáctkrát se stala mistryní USA ve skoku dalekém. V roce 1980 získala stříbrnou medaili na Liberty Bell Classic, soutěži pro atlety ze zemí, které bojkotovaly moskevskou olympiádu. Na mistrovství světa v atletice 1983 vybojovala bronzovou medaili, na olympiádě 1984 obsadila deváté místo. Skončila třetí na Kontinentálním poháru 1985, devátá na mistrovství světa v atletice 1987 a třináctá na olympiádě 1988. V srpnu 1985 v Curychu vytvořila svůj osobní rekord 704 centimetrů, který byl po dva roky i americkým kontinentálním rekordem.
Po ukončení atletické kariéry se věnovala jízdě na bobech, také komentovala sportovní přenosy pro televizi NBC.